# 丹戈 (肯塔基州)
丹戈（英語：Dango）是位於美國肯塔基州傑克遜縣的一個鬼鎮。

## 地理
丹戈所處的海拔為高於海平面284米（即932英呎），而該地所採用的時區為UTC-5，即北美東部時區（EST）。同時該地設有夏令時間，為UTC-5調快一小時，即UTC-4（EDT）。